# Dražen Lalić
Dražen Lalić (Makarska, 15. lipnja 1960.), profesor je na Fakultetu političkih znanosti u Zagrebu i jedan od poznatijih 
sociologa u zemlji.
Lalić je završio Fakultet političkih znanosti 1983, a obranio je doktorat na Fakultetu političkih znanosti u Zagrebu 2003. Napisao je sam ili zajedno s drugim autorima nekoliko članaka i knjiga o različitim temama, uključujući izbore u Republici Hrvatskoj, subkulturu mladih, nevladine udruge, itd.

## Vanjske poveznice
- Životopis Dražena Lalića  Arhivirana inačica izvorne stranice od 8. prosinca 2015. (Wayback Machine)